# Сота, Исидоро
Исидо́ро Со́та Гарси́я (исп. Isidoro Sota García, 4 февраля 1902 — 8 декабря 1976, Мексика) — мексиканский футболист, вратарь. Игрок клуба «Америка» и сборной Мексики, участник чемпионата мира 1930 года.

## Биография
Исидоро Сота играл за клуб «Америка» из Мехико. В 1930 году вошёл в состав команды, принявшей участие в первом чемпионате мира по футболу. Номинально Сота был дублёром основного голкипера команды Оскара Бонфильо, но в матче против сборной Чили место в воротах было доверено именно ему. В воротах Соты побывало три мяча, а матч мексиканцы проиграли всухую. Это было единственное появление Исидоро Соты на поле в футболке сборной.